# Anzahl
Die Anzahl ist eine physikalische Größe oder ein Rechenwert, als Maß dafür, aus wie vielen Objekten eine Menge besteht. Sie wird durch Zählen bestimmt. Sie ist eine Angabe der Quantität. 
Eine zählbare Größe (siehe Abzählbarkeit) ist eine physikalische Größe, für die sich eine Anzahl als Maß feststellen lässt. Nur bei solchen Größen kann der wahre Wert exakt gemessen werden. Die Voraussetzung der Abzählbarkeit hat zur Folge, dass die Größe nur ganzzahlige Werte größer oder gleich 0 annehmen kann, also nur natürliche Zahlen als Werte hat.
Aufgrund des festen Nullpunkts und der unveränderlichen Einheit ist die Anzahl absolutskaliert. Der gleichbedeutende stochastische Begriff zu Anzahl ist absolute Häufigkeit. Die Bezeichnung absolute Häufigkeit lässt sich ebenso wie die Bezeichnung Anzahl sowohl auf physikalische Objekte, Ereignisse eines Zufallsexperiments oder Merkmalsausprägungen von Merkmalen anwenden.

## Mathematische Grundlagen
Jede endliche Menge besitzt eine Anzahl der Elemente, die durch eine natürliche Zahl angegeben werden kann. Mit der Berechnung solcher Anzahlen beschäftigt sich die abzählende Kombinatorik.
In der Mathematik gibt es unterschiedliche Ansätze, dieses Konzept auf unendliche Mengen zu erweitern. Eine Möglichkeit ist die Mächtigkeit, die allerdings nicht mehr mit natürlichen Zahlen, sondern mit unendlichen Kardinalzahlen ausgedrückt wird. Einen anderen Ansatz bietet die Maßtheorie, die sich allgemein mit der Zuordnung von Zahlenwerten zu mathematischen Gebilden beschäftigt.

## Messtechnik: Zählmaße und Zähleinheiten (Mengeneinheiten)
Der physikalischen Größe Anzahl ist als Größe der Dimension Zahl im SI-Einheitensystem keine Maßeinheit zugeordnet, die Beifügung eines Hilfsworts, beispielsweise „Stück“, „Einheit[en]“, „Paar“, „Satz“ oder die Bezeichnung der gezählten Objekte/Subjekte (wie zum Beispiel 12 Bäume) wird jedoch toleriert. 
Zur Messung der Anzahl siehe die Abschnitte Zählen im Artikel Messgerät sowie analoge und digitale Messung im Artikel Messung.
Es gibt verschiedene Zählmaße und Zähleinheiten (Mengeneinheiten), exakt Maßeinheiten der Anzahl:
- bei Stückgut spricht man von Stückzahl, Hilfsmaßeinheit ist Stück (Stk., Stck.)
- in der Aktinometrie (Strahlungsmessung) ist Teilchen im Sinne einer Anzahl von Ereignissen üblich – Teilchenzahlen für Stoffmengen werden aber in der SI-konformen Einheit Mol angegeben.
- das Buch des Druckwesens (1 Buch = 24 oder 25 Bogen (der Bogen ist ein Stück))

Weitere Hilfsmaßeinheiten sind Wörter, die als Zählwort (Numeralklassifikatoren) bezeichnet werden, für speziellere zu zählende Objekte:
- typische Zählmaße neben dem Einzelstück sind das Paar, das Dutzend und das Gros für Grundeinheiten größer als eins.
- bei Personen: Mann oder Kopf für die Mannschaftsstärke, Pax für Passagiere.

Weitere alte Maßeinheiten finden sich unter Alte Zählmaße.
Ein dem Zählmaß ähnelndes Prinzip ist das Stellenwertsystem von Zahlensystemen, das Einheiten der Größenordnung (100, 101 …) in eine Positionierung innerhalb der Zahl (Stelle 1, Stelle 2) umwandelt.

## Anzahldichte
Mit der Größe Anzahl ist die Größe Anzahldichte eng verwandt. Die Anzahldichte ist gleich der Anzahl der Objekte, die in einem Raumbereich enthalten sind, geteilt durch das Volumen des Raumbereichs
{\displaystyle {\text{Anzahldichte}}={\frac {\text{Anzahl der Objekte}}{\text{Volumen}}}}.
Der Raumbereich sollte so groß gewählt werden, dass hinreichend viele Objekte enthalten sind, und so klein, dass die Teilchendichte nicht von der Gestalt und dem Volumen des Raumbereichs abhängt.
Die SI-Einheit der Anzahldichte ist m−3, oft wird jedoch die Einheit cm−3 verwendet.